# جنگ واترلو (فیلم)
«جنگ واترلو» (انگلیسی: The Battle of Waterloo (film)) فیلمی در ژانر درام است که در سال ۱۹۱۴ منتشر شد.